# Big Grrrl Small World
| Recensione | Giudizio |
| ---------- | -------- |
| Pitchfork  | 7.5/10   |

Big Grrrl Small World (stilizzato Big GRRRL Small World) è il secondo album in studio della cantante statunitense Lizzo, pubblicato l'11 dicembre 2015.

## Tracce
Crediti adattati ai dati riportati su Spotify.
1. Ain't I – 3:55 (BJ Burton, Lizzo, Sam Spiegel)
2. Betcha – 2:59 (BJ Burton, Lizzo)
3. Ride – 3:50 (BJ Burton, Lazerbeak, Lizzo)
4. Humanize – 3:30 (BJ Burton, Lizzo)
5. Bother Me – 5:02 (BJ Burton, Lizzo)
6. B.G.S.W. – 3:16 (Bionik, Lizzo)
7. The Fade – 2:59 (Alex Nutter, Lizzo)
8. 1 Deep – 3:26 (BJ Burton, Lizzo)
9. The Realest – 3:54 (BJ Burton, Lizzo)
10. En Love – 3:24 (BJ Burton, Lizzo)
11. My Skin – 4:18 (Bionik, Lizzo)
12. Jang a Lang – 2:51 (Bionik, Lizzo)